# Halfdan Hendriksen
Halfdan Henriksen (født 12. november 1881 i København, død 22. november 1961 i Valby) var en dansk politiker (Konservative Folkeparti) og minister.
Han var minister for Handel, industri og søfart i samlingsregeringerne ministeriet Thorvald Stauning III fra 8. juli 1940 til 4. maj 1942, regeringen Vilhelm Buhl I fra 4. maj 1940 til 9. november 1942 og regeringen Scavenius fra 9. november 1942 til 29. august 1943.